# Elżbiecin (województwo kujawsko-pomorskie)
Elżbiecin – osada w Polsce położona w województwie kujawsko-pomorskim, w powiecie nakielskim, w gminie Nakło nad Notecią. Miejscowość wchodzi w skład sołectwa Potulice.
W latach 1975–1998 miejscowość należała administracyjnie do województwa bydgoskiego.